# Comté de Benton (Missouri)
Pour les articles homonymes, voir Comté de Benton.
Le comté de Benton, en anglais : Benton County,  est un comté du Missouri aux États-Unis. Le siège du comté se situe à Warsaw. Le comté date de 1835 et il fut nommé en hommage au sénateur du Missouri Thomas Hart Benton.  Au recensement de 2000, la population était constituée de 17 180 habitants. 

## Géographie
Selon le bureau du recensement des États-Unis, le comté totalise une surface de 1 949 km² dont 122 km² d’eau.  

### Comtés voisins
|                      | Comté de Pettis  | Comté de Morgan |
| Comté de Henry       | comté de Benton  |                 |
| Comté de Saint Clair | Comté de Hickory | Comté de Camden |

### Routes principales
- U.S. Route 65
- Missouri Route 7
- Missouri Route 83

## Démographie
Selon le recensement de 2000, sur les 17 180 habitants, on retrouvait 7 420 ménages et 5 179 familles dans le comté. La densité de population était de 9 habitants par km² et la densité d’habitations (12 691 au total) était de 7 habitations par km². La population était composée de 97,96 % de blancs, de 0,15 %  d’afro-américains, de 0,53 % d’amérindiens et de 0,13 % d’asiatiques.
23,20 % des ménages avaient des enfants de moins de 18 ans, 59,6 % étaient des couples mariés. 20,5 % de la population avait moins de 18 ans, 5,7 % entre 18 et 24 ans, 21,8 % entre 25 et 44 ans, 29,7 % entre 45 et 64 ans et 22,3 % au-dessus de 65 ans. L’âge moyen était de 46 ans. La proportion de femmes était de 100 pour 98,2 hommes.
Le revenu moyen d’un ménage était de 26 646 dollars.

## Villes et cités
| - Cole Camp - Edwards - Ionia | - Lincoln - Mora - Warsaw |